# Manchester (Iowa)
Manchester és una població dels Estats Units a l'estat d'Iowa. Segons el cens del 2000 tenia 5.257 habitants.

## Demografia
Segons el cens del 2000, Manchester tenia 5.257 habitants, 2.167 habitatges, i 1.397 famílies. La densitat de població era de 491,5 habitants/km².
Dels 2.167 habitatges en un 31,7% hi vivien nens de menys de 18 anys, en un 52,3% hi vivien parelles casades, en un 9,3% dones solteres, i en un 35,5% no eren unitats familiars. En el 31,6% dels habitatges hi vivien persones soles el 15,4% de les quals corresponia a persones de 65 anys o més que vivien soles. El nombre mitjà de persones vivint en cada habitatge era de 2,36 i el nombre mitjà de persones que vivien en cada família era de 2,99.
Per edats la població es repartia de la següent manera: un 26,2% tenia menys de 18 anys, un 7,6% entre 18 i 24, un 26,6% entre 25 i 44, un 19,6% de 45 a 60 i un 20% 65 anys o més.
L'edat mediana era de 38 anys. Per cada 100 dones de 18 o més anys hi havia 82,4 homes.
La renda mediana per habitatge era de 31.099 $ i la renda mediana per família de 39.219 $. Els homes tenien una renda mediana de 33.506 $ mentre que les dones 17.990 $. La renda per capita de la població era de 18.811 $. Entorn del 8,4% de les famílies i el 9,8% de la població estaven per davall del llindar de pobresa.

## Poblacions més properes
El següent diagrama mostra les poblacions més properes.